# Metropolitaanse Gemeenschapskerk

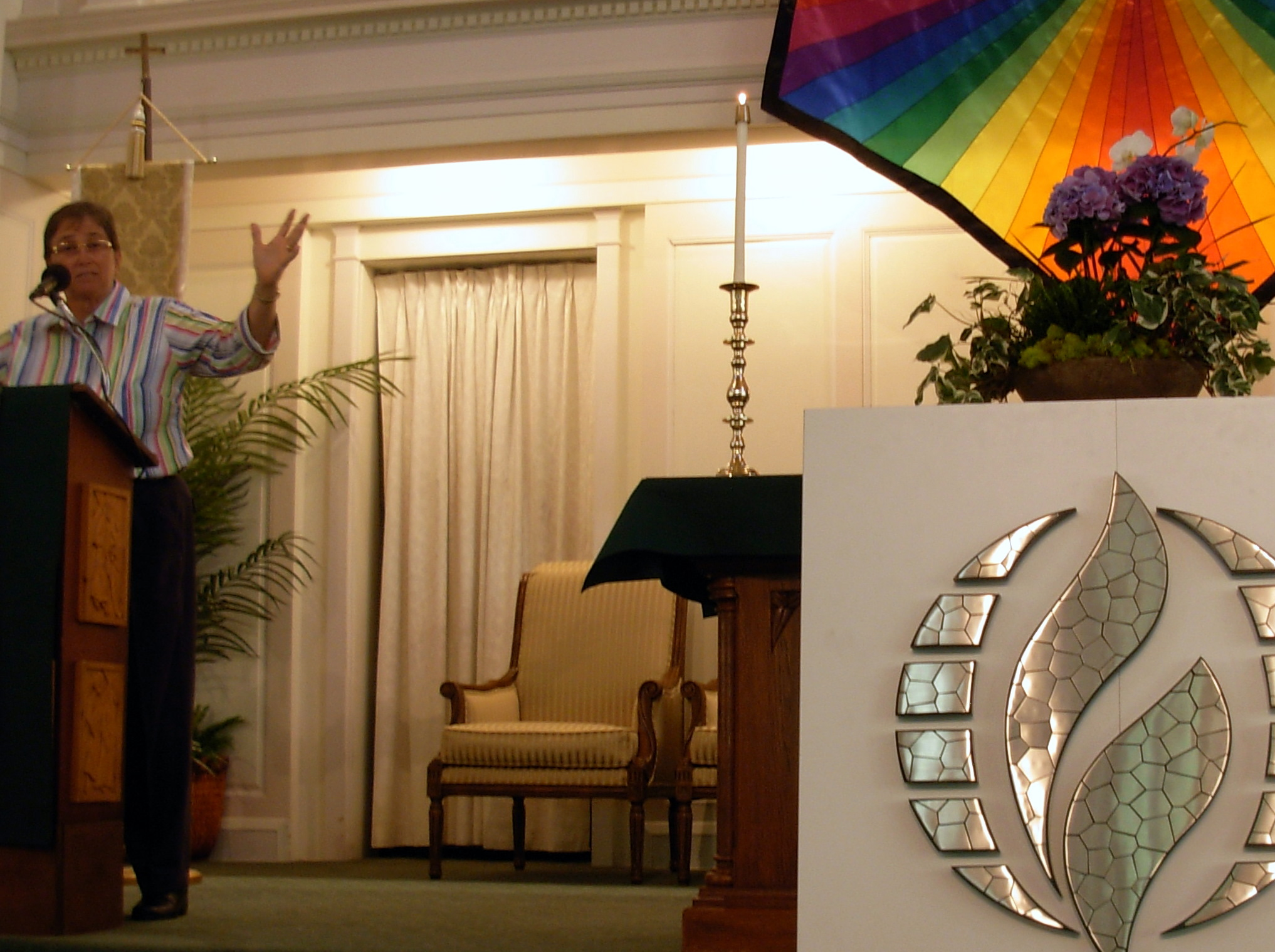
MCC logo

De Metropolitaanse Gemeenschapkerk (Engels: Metropolitan Community Church, afgekort tot MCC, of Universal Fellowship of Metropolitan Community Churches, UFMCC) is een internationaal vrijzinnig protestants kerkgenootschap, ontstaan in 1968 in Los Angeles. Kenmerkend voor het kerkgenootschap is specifieke aandacht voor lesbische, homoseksuele, biseksuele en transgender personen, families en gemeenschappen. Er zijn 222 gemeenten in 37 landen aangesloten. De meeste kerken zijn te vinden in de Verenigde Staten, gevolgd door Canada. In Nederland is de Internationale Roze Kerk in Den Haag aangesloten bij de MCC, in België zijn geen MCC's.
Het kerkgenootschap heeft de officiële status van waarnemer bij de Wereldraad van Kerken. De MCC is in de VS geweigerd als lid van de Amerikaanse Nationale Raad van Kerken, maar veel lokale MCC gemeenten zijn wel lid van plaatselijke oecumenische samenwerkingsverbanden. In zeven staten van de Verenigde Staten maakt de MCC deel uit van de Raad van Kerken.

## Opvattingen en praktijken
MCC baseert zijn theologie op de historische geloofsbelijdenissen van de christelijke kerk, zoals de apostolische geloofsbelijdenis en de geloofsbelijdenis van Nicea-Constantinopel. Als protestantse kerk kent de MCC  twee sacramenten, de doop en het avondmaal. Elke aangesloten gemeente is verplicht om minstens eenmaal per week het avondmaal te houden. Ook de praktijk van de 'open tafel', waarbij de deelnemers geen lid van de MCC of een andere kerk hoeven te zijn, is verplicht. Afgezien van deze eisen laat de MCC haar lidkerken vrij in leer, eredienst, en liturgie. De stijl van de bijeenkomsten verschilt dan ook van kerk tot kerk.
Een opmerkelijk aspect van de theologie van MCC is het standpunt over homoseksualiteit en christendom waarbij openlijk lesbische, homoseksuele, biseksuele en transgender personen van harte welkom zijn. Sterker nog, de meerderheid van de leden zijn lesbisch, homo, bi, transgender. Dat geldt ook de geestelijken. MCC ziet mannen en vrouwen als gelijk en laat beide toe tot de geestelijkheid. De recente verkiezing van dominee Nancy Wilson tot voorzitter (moderator) van MCC bevestigt dat.
De kerk ziet het als haar roeping om zowel sociaal als spiritueel bezig te zijn door op te komen voor de rechten van minderheden. De MCC is een voortrekker in de ontwikkeling van een homotheologie. Veel plaatselijke kerken zijn ook betrokken bij nationale en internationale activiteiten op andere gebieden, waaronder Fair Trade en Make Poverty History.
Dominee Brent Hawkes en de Metropolitan Community Church in Toronto waren van grote invloed bij de juridische acties die uiteindelijk resulteerden in de legalisering en erkenning van het homohuwelijk in Canada.

## Geschiedenis
De eerste gemeente werd opgericht in Los Angeles door dominee Troy Perry in 1968, een tijd waarin de christelijke houding tegenover homoseksualiteit bijna overal negatief was. Troy Perry, voltrok het eerste openbare homohuwelijk in de Verenigde Staten in 1969 in Huntington Park, Californië. In 1970 spande hij de eerste rechtszaak aan in de VS ter verkrijging van juridische erkenning van het homohuwelijk. Perry verloor die rechtszaak, maar opende wel het debat over het homohuwelijk ermee. Anno 2010 vinden wereldwijd in MCC-kerken meer dan 6000 inzegeningen per jaar plaats van verbintenissen en huwelijken tussen personen van hetzelfde geslacht.
Perry diende als voorzitter (moderator) van het kerkgenootschap tot 2005, toen Nancy Wilson werd verkozen door de Algemene Conferentie. Wilson werd formeel geïnstalleerd als moderator in een speciale dienst in de Washington National Cathedral in Washington D.C. op 29 oktober 2005.
In maart 2010 meldde El Mundo dat in oktober de eerste MCC-gemeente in Spanje zou worden opgericht in Madrid. Het zou de eerste kerk in Spanje zijn die relaties tussen personen van hetzelfde geslacht erkent en inzegent. Onder meer de Rooms-Katholieke Kerk (de voormalige staatskerk) weigert dit.